# Bảo tồn môi trường sống
Bảo tồn môi trường sống là một hoạt động quản lý nhằm mục đích bảo tồn, bảo vệ và phục hồi các sinh cảnh và ngăn chặn sự tuyệt chủng, phân mảnh hoặc giảm phạm vi các loài.

## Lịch sử phong trào bảo tồn môi trường sống
Trong phần lớn lịch sử loài người, thiên nhiên được xem là nguồn tài nguyên có thể được chính phủ kiểm soát và được con người khai thác sử dụng để thu lại các lợi ích cá nhân và kinh tế. Con người thời ấy chủ yếu nghĩ rằng thực vật chỉ tồn tại để nuôi động vật và động vật chỉ tồn tại để nuôi con người. Giá trị của đất đai chỉ giới hạn ở những tài nguyên mà nó cung cấp như gỗ, đất màu mỡ, và khoáng sản. 

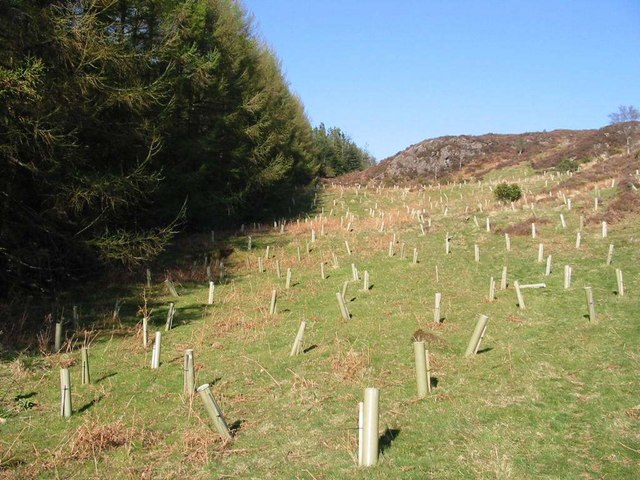
Trồng cây là một phần của bảo tồn môi trường sống. Trong mỗi ống nhựa trên hình có trồng một cây thân gỗ cứng.

Trong suốt thế kỷ 18 và 19, các quan điểm xã hội bắt đầu thay đổi và các nguyên tắc bảo tồn lần đầu được áp dụng thực tế tại các khu rừng ở Ấn Độ thuộc Anh. Quan điểm đạo đức về việc bảo tồn bắt đầu phát triển vào giai đoạn này, bao gồm ba nguyên tắc cốt lõi: 1) các hoạt động của con người làm tổn hại đến môi trường, 2) mọi công dân có nghĩa vụ gìn giữ môi trường cho các thế hệ tương lai, và 3) các phương pháp khoa học, dựa trên kinh nghiệm cần được áp dụng để đảm bảo nghĩa vụ này được thực hiện. Ngài James Ranald Martin là một cá nhân nổi bật trong việc thúc đẩy tư tưởng này; ông đã xuất bản một số lượng lớn các báo cáo địa hình y tế làm rõ các thiệt hại do nạn phá rừng và nạo vét quy mô lớn gây ra, bên cạnh việc vận động nhiều nơi ở Ấn Độ thuộc Anh thể chế hóa các hoạt động bảo tồn rừng thông qua việc thành lập các Sở Lâm nghiệp.
Ủy ban Thuế vụ Madras bắt đầu các nỗ lực bảo tồn tại địa phương vào năm 1842, dưới sự lãnh đạo của Alexander Gibson, một nhà thực vật học chuyên nghiệp đã áp dụng một cách có hệ thống chương trình bảo tồn rừng dựa trên các nguyên tắc khoa học. Đây là trường hợp quản lý bảo tồn rừng quy mô quốc gia đầu tiên trên thế giới. Toàn quyền Lord Dalhousie đã giới thiệu chương trình bảo tồn rừng lâu dài quy mô lớn đầu tiên vào năm 1855. Mô hình này nhanh chóng lan sang các thuộc địa khác, cũng như sang Hoa Kỳ,  nơi Công viên Quốc gia Yellowstone được thành lập vào năm 1872 với tư cách là công viên quốc gia đầu tiên trên thế giới.
Thay vì chỉ tập trung vào lợi ích kinh tế hay vật chất mà thiên nhiên mang lại, con người bắt đầu nhận thức sâu sắc giá trị của thiên nhiên và sự cần thiết phải bảo vệ nó. Vào giữa thế kỷ 20, các quốc gia như Hoa Kỳ, Canada và Anh đã ban hành các bộ và điều luật nhằm đảm bảo những môi trường có nhiều mỹ quan và đang trong tình trạng nguy cấp nhất sẽ được bảo vệ và giữ gìn cho hậu thế. Ngày nay, với sự giúp đỡ của các tổ chức phi chính phủ và các chính phủ trên toàn thế giới, một phong trào mạnh mẽ đang được huy động trên phạm vi toàn cầu với mục tiêu bảo vệ môi trường sống và bảo tồn đa dạng sinh học.

## Giá trị của môi trường sống tự nhiên
Môi trường tự nhiên là nguồn cung cấp nhiều loại tài nguyên có thể được khai thác vì lợi nhuận kinh tế, ví dụ như gỗ khai thác từ rừng và nước sạch lấy từ các dòng suối tự nhiên. Tuy nhiên, sự phát triển đất nguyên nhân do sự tăng trưởng kinh tế của con người thường gây ra sự suy giảm tính toàn vẹn sinh thái của môi trường sống tự nhiên gần đó. Đây đã từng là một vấn đề nghiêm trọng ở vùng núi đá phía bắc Hoa Kỳ.
Tuy vậy, việc bảo tồn môi trường tự nhiên cũng mang lại nhiều lợi ích kinh tế. Lợi nhuận tài chính có được từ doanh thu của thị trường du lịch, ví dụ như ở các vùng nhiệt đới, nơi có đa dạng loài hoặc trong các môn thể thao giải trí diễn ra trong môi trường tự nhiên như đi bộ đường dài và đạp xe leo núi. Chi phí hồi phục các hệ sinh thái trong tình trạng nguy hại được cho là cao hơn nhiều so với chi phí bảo tồn các hệ sinh thái tự nhiên.

## Đa dạng sinh học
Bảo tồn môi trường sống rất quan trọng trong việc duy trì đa dạng sinh học - một phần thiết yếu của an ninh lương thực toàn cầu. Có bằng chứng khẳng định xu hướng gia tăng sự xói mòn nguồn gen của cây trồng và vật nuôi nông nghiệp. Sự gia tăng tính tương đồng về gen của các cây trồng và vật nuôi nông nghiệp làm tăng nguy cơ thất thoát lương thực trong trường hợp xảy ra một đại dịch. Các họ hàng hoang dã của các loài cây nông nghiệp được phát hiện có khả năng kháng bệnh tốt hơn, ví dụ: loài ngô dại Teosinte có khả năng chống lại bốn loại bệnh ngô ảnh hưởng đến các loài do con người gieo trồng. Một biện pháp kết hợp giữa ngân hàng hạt giống và bảo tồn môi trường sống nhằm duy trì sự đa dạng thực vật đã được đề xuất để phần nào giải quyết các vấn đề liên quan đến an ninh lương thực.

## Phân loại giá trị môi trường
Pearce và Moran đã vạch ra các phương pháp sau để phân loại mục đích sử dụng môi trường:
- Các mục đích sử dụng khai thác trực tiếp: ví dụ như gỗ rừng, thức ăn từ thực vật và động vật
- Sử dụng gián tiếp: ví dụ như các dịch vụ hệ sinh thái như kiểm soát lũ lụt, kiểm soát dịch hại, chống xói mòn
- Sử dụng tùy chọn: các khả năng trong tương lai, ví dụ: khả năng sử dụng thực vật trong hóa học / y học
- Giá trị không sử dụng: 
  - Giá trị để lại (lợi ích của một cá nhân biết rằng những người khác có thể hưởng lợi từ nó trong tương lai)
  - Giá trị sử dụng thụ động (cảm thông với môi trường tự nhiên, thích thú với sự tồn tại đơn thuần của một loài cụ thể)

## Tác động

### Nguyên nhân tự nhiên
Sự phá hủy và mất môi trường sống có thể xảy ra một cách tự nhiên hoặc do các hoạt động của con người. Các biến cố dẫn đến quá trình  mất môi trường sống tự nhiên bao gồm biến đổi khí hậu, các thảm họa thiên nhiên như nổ núi lửa và thông qua sự tương tác của các loài ngoại lai xâm lăng và các loài du nhập không xâm lăng. Các sự kiện biến đổi khí hậu tự nhiên đã từng là nguyên nhân gây ra nhiều tổn thất sinh cảnh quy mô lớn trên diện rộng. Ví dụ, một số sự kiện tuyệt chủng hàng loạt với tên gọi "Big Five" trùng khớp với các lần Trái Đất bước vào kỷ băng hà, hoặc các sự kiện ấm lên. Các sự kiện khác thuộc Big Five cũng bắt nguồn từ các biến cố tự nhiên như nổ núi lửa và va chạm thiên thạch. Tác động Chicxulub là một ví dụ. Tác động này đã gây ra những tổn thất nghiêm trọng cho môi trường sống. Trái Đất dưới ảnh hưởng của nó hoặc nhận được quá ít ánh sáng mặt trời hơn hoặc trở nên lạnh hơn; việc này tạo điều cho một vài loài động thực vật phát triển mạnh trong khi làm những loài khác bị diệt vong. Các khu vực ấm áp đã từng được biết tại vùng nhiệt đới, môi trường sống dễ bị ảnh hưởng nhất trên Trái Đất, ngày càng trở nên lạnh hơn, và ở các vùng như Úc đã phát triển hệ động thực vật khác hoàn toàn so với hệ động thực vật mà ta thấy ngày nay.  Năm sự kiện tuyệt chủng hàng loạt lớn cũng có liên quan đến thay đổi mực nước biển, việc này cho thấy rằng sự mất môi trường biển, đặc biệt là sinh cảnh thềm, đóng một vai trò lớn trong việc khiến số lượng các loài sinh vật biển suy giảm. Các vụ phun trào đại dương do mêtan cũng được chứng minh là nguyên nhân gây ra các sự kiện tuyệt chủng hàng loạt nhỏ hơn.

### Tác động của con người
Con người là nguyên nhân dẫn đến sự tuyệt chủng của nhiều loài. Môi trường sống của nhiều loài bị thay đổi hoặc phá hủy do sự chuyển đổi và tác động của con người lên môi trường. Trước cả khi kỷ nguyên công nghiệp hiện đại bắt đầu, con người đã có nhiều ảnh hưởng nghiêm trọng đến môi trường. Một ví dụ điển hình cho điều này được tìm thấy ở thổ dân Úc và megafauna Úc. Các hoạt động săn bắn của thổ dân, bao gồm việc đốt các khu rừng lớn cùng một lúc, đã làm thay đổi thảm thực vật của Úc đến mức nhiều loài megafauna ăn cỏ không còn nơi cư trú và cuối cùng bị tuyệt chủng. Một khi các loài megafauna ăn cỏ tuyệt chủng, các loài megafauna ăn thịt cũng nhanh chóng bị diệt vong. Trong một vài thập kỷ gần đây, con người là nguyên nhân gây ra nhiều vụ tuyệt chủng hơn bất kỳ thời điểm nào trong khoảng thời gian tương đương. Phá rừng, ô nhiễm, biến đổi khí hậu do con người gây ra và các khu định cư của con người đều là các yếu tố làm biến đổi hoặc phá hủy môi trường sống. Việc phá hủy các hệ sinh thái như rừng nhiệt đới đã khiến môi trường sống của vô số loài bị tổn hại. Những điểm nóng đa dạng sinh học là nơi cư trú của hàng triệu các loài địa phương - những loài không tồn tại ở bất kỳ nơi nào bên ngoài phạm vi này. Một khi môi trường sống của chúng bị phá hủy, chúng sẽ bị tuyệt chủng. Sự phá hủy kéo theo các hậu quả là khiến các loài cùng tồn tại hoặc phụ thuộc vào sự tồn tại của các loài khác cũng bị tuyệt chủng theo, cuối cùng dẫn đến sự sụp đổ của toàn bộ hệ sinh thái. Những cuộc tuyệt chủng không xảy ra ngay lập tức này được gọi là món nợ tuyệt chủng, là kết quả của việc phá hủy và phân cắt môi trường sống. Tốc độ tuyệt chủng đã tăng cao đến mức đa số các nhà sinh vật học cho rằng Trái Đất hiện đang ở trong sự kiện tuyệt chủng hàng loạt thứ sáu. Đây là một trong nhiều hậu quả của việc con người cố gắng thay đổi môi trường. Điều này có thể được nhìn thấy rõ, chẳng hạn, qua sự sụt giảm nghiêm trọng số lượng các loài lưỡng cư trên toàn thế giới.